# 閻琮
閻琮（1434年—？），字廷珍，山東登州府蓬萊縣人，民籍。明朝政治人物。

## 生平
景泰七年（1456年）丙子科山東鄉試第七十五名。成化八年（1472年）壬辰科進士。授大理寺評事。弘治二年（1489年）出爲江西南昌府知府，累官河南参政。

## 家族
曾祖父閻伯高。祖父閻尚友。父亲閻徽，曾任通判。